# Каттарогес (Нью-Йорк)
Каттарогес (англ. Cattaraugus) — селище (англ. village) в США, в окрузі Каттарогус штату Нью-Йорк. Населення — 960 осіб (2020).

## Географія
Каттарогес розташований за координатами 42°19′47″ пн. ш. 78°52′3″ зх. д. / 42.32972° пн. ш. 78.86750° зх. д. (42.329763, -78.867519).  За даними Бюро перепису населення США в 2010 році селище мало площу 2,90 км², з яких 2,89 км² — суходіл та 0,01 км² — водойми.

## Демографія
Згідно з переписом 2010 року, у селищі мешкали 1002 особи в 414 домогосподарствах у складі 276 родин. Густота населення становила 346 осіб/км².  Було 481 помешкання (166/км²).
Расовий склад населення:
| - 98,4 % — білих - 0,7 % — корінних американців - 0,3 % — чорних або афроамериканців |

До двох чи більше рас належало 0,5 %. Частка іспаномовних становила 1,9 % від усіх жителів.
За віковим діапазоном населення розподілялося таким чином: 25,5 % — особи молодші 18 років, 59,2 % — особи у віці 18—64 років, 15,3 % — особи у віці 65 років та старші. Медіана віку мешканця становила 40,7 року. На 100 осіб жіночої статі у селищі припадало 94,2 чоловіків;  на 100 жінок у віці від 18 років та старших — 87,9 чоловіків також старших 18 років.
Середній дохід на одне домашнє господарство  становив 49 918 доларів США (медіана — 41 429), а середній дохід на одну сім'ю — 61 179 доларів (медіана — 49 531). За межею бідності перебувало 19,2 % осіб, у тому числі 25,9 % дітей у віці до 18 років та 13,5 % осіб у віці 65 років та старших.
Цивільне працевлаштоване населення становило 472 особи. Основні галузі зайнятості: освіта, охорона здоров'я та соціальна допомога — 19,7 %, мистецтво, розваги та відпочинок — 19,1 %, роздрібна торгівля — 15,3 %.